# Unbesandten
Unbesandten ist ein bewohnter Gemeindeteil der Gemeinde Lenzerwische des Amtes Lenzen-Elbtalaue im Landkreis Prignitz in Brandenburg.

## Geografie
Der Ort liegt fünf Kilometer nordwestlich von Wootz, dem Sitz der Gemeinde Lenzerwische und zwölf Kilometer westlich von Lenzen (Elbe), dem Sitz des Amtes Lenzen-Elbtalaue.
Nachbarorte sind Klein Schmölen und Groß Schmölen im Norden, Polz und Breetz im Nordosten, Kietz im Südosten, Pretzetze und Grippel im Süden, Gusborn im Westen, sowie Langendorf und Besandten im Nordwesten.

## Geschichte
Um 1800 gehörte der Ort zum Lenzenschen Kreis in der Provinz Prignitz; ein Teil der Kurmark der Mark Brandenburg. In einer Beschreibung der Mark Brandenburg aus dem Jahr 1804 wird das 8½ Hufen große Dorf „Unbesandte“ mit insgesamt 165 Einwohnern verzeichnet und als Besitzer wird der Deichhauptmann von Jagow zu Rühstedt genannt. In dem zur Lenzerwische und damit seinerzeit zu Kietz gehörenden Dorf waren hier damals ein Lehnschulze, ein Kossäte, fünf Ganzbauern, neun Einlieger und elf Halbbauern tätig. Darüber hinaus waren 18 Feuerstellen vorhanden, die Bewohner waren nach Kiez in der Inspektion Lenzen eingepfarrt und der Adressort war ebenso Lenzen.
Am 1. Juli 1961 wurde der Ort nach Besandten eingemeindet. Seit dem 26. Oktober 2003 ist Unbesandten ein bewohnter Gemeindeteil der Gemeinde Lenzerwische.